# Fundacja Zaginieni
Fundacja Zaginieni – polska fundacja powołana 16 października 2020 roku, zajmująca się szeroko pojętym problemem ludzkich zaginięć. 20 listopada 2020 roku Fundacja została wpisana do rejestru KRS.
Siedziba Fundacji znajduje się przy ulicy Wielickiej 42/87 w Warszawie.

## Zarząd[3]
- Nina Jadwiga Jaszewska – prezes fundacji.
- Katarzyna Urszula Wrzesińska – wiceprezes fundacji (od 26.11.24).
- Paweł Piotr Futiakiewicz – organ nadzoru.
- Patryk Znamirowski – organ nadzoru.

## Cele[1]
- Niesienie pomocy osobom zaginionym, a także ich rodzinom i bliskim.
- Zwracanie uwagi społeczeństwa na problem zaginięć.
- Propagowanie właściwych wzorców zachowań, mających pomóc w zmniejszeniu skali zaginięć.
- Promowanie właściwej higieny zdrowia psychicznego i tolerancyjnej postawy obywatelskiej.
- Kultywowanie idei wolontariatu, pełnego zaangażowania i bezinteresownej pomocy.
- Przeciwdziałanie postawom, które mogą przyczyniać się do zwiększenia zjawiska zaginięć oraz negatywnie wpływają na zdrowie psychiczne ludzi.
- Edukowanie i informowanie opinii publicznej o ważnych problemach dotyczących tematyki zaginięć, bezpieczeństwa i higieny zdrowia psychicznego.

## Działania

### Poszukiwania
- Prowadzenie własnej Bazy Danych Osób Zaginionych.
- Tworzenie i kolportaż plakatów z wizerunkami osób zaginionych zarówno za pośrednictwem tradycyjnych kanałów komunikacji, jak i z wykorzystaniem mediów społecznościowych.
- Współpraca z policją i detektywami.
- Organizowanie grup poszukiwawczych, zajmujących się czynnymi poszukiwaniami w terenie.

### Wsparcie
- Organizowanie grup wsparcia.
- Darmowe konsultacje psychologiczne.
- Bezpłatne konsultacje prawne.

### Edukacja i prewencja
- Organizowanie darmowych webinariów, których tematyka dotyczących prawa, psychologii i bezpieczeństwa.
- Redagowanie tekstów i przygotowanie infografik dotyczących ważnych aspektów tematyki zaginięć i higieny zdrowia psychicznego.

## Projekty

### 2021

#### Kampania społeczna „Nie wracam sam, nie wracam sama”
26 marca 2021 roku, we współpracy ze studentami Warszawskiej Szkoły Filmowej, przygotowano spot inaugurujący kampanię społeczną „Nie wracam sam, nie wracam sama”. Spot został objęty patronatem stacji telewizyjnej Polsat Crime+Investigation. W ramach tej samej kampanii powstał artykuł zrealizowany we współpracy z DK Detektyw.
Celem przedsięwzięcia było zachęcenie do powrotów w zaufanym towarzystwie. Spot zwraca uwagę na niebezpieczeństwo łączące się z wracaniem w pojedynkę, co jest częstą przyczyną zaginięć.

#### Podcast „Halo Fundacja”
12 lutego 2021 roku miała miejsce premiera debiutanckiego odcinka realizowanego przez nas podcastu „Halo Fundacja”, w którym przybliżane są problemy dotyczące zaginięć i związane z nimi procedury. W każdym epizodzie przedstawiane są sylwetki ludzi, którzy zajmują się tym tematem i pragną się czymś podzielić.
Do tej pory przygotowano 9 odcinków podcastu, w których gośćmi byli:
1. Jacek Krzyżak, oficer policji w stanie spoczynku[6];
2. Kamila Jasnowidz, jasnowidzka prowadzącą profil „Kamila Jasnowidz ratuje ciało i duszę”[7];
3. Marcin Kwiatkowski, ratownik medyczny[8];
4. Piotr Muschalik, ojciec zaginionego Bruna Muschalika[9];
5. Erik Lischka, osoba doznającą wieloletniej przemocy[10];
6. Jan Fabiańczyk, były policjant operacyjny, pierwowzór „Majamiego” z serii filmów „Pitbull” Patryka Vegi[11];
7. Damian Sowa, osoba dotknięta syndromem DDA (Dorosłe Dzieci Alkoholików)[12];
8. Tomasz Karauda, lekarz[13];
9. Jacek Borowiak, ratownik medyczny[14].

#### Teksty i infografiki
Na profilach społecznościowych Fundacji pojawiają się teksty oraz infografiki, które w ukazują zagadnienia z dziedziny psychologii, prawa, bezpieczeństwa, psychiatrii i kryminalistyki.

#### Akademia Sztuk Przepięknych festiwalu Pol’and’Rock 2021
W dniach 29–31 lipca 2021 roku Fundacja Zaginieni gościła w strefie praw człowieka i edukacji globalnej w ramach Akademii Sztuk Przepięknych festiwalu Pol’and’Rock 2021.
Na festiwalowym stoisku można było:
- poprosić o wsparcie psychologiczne;
- zgłosić zaginięcie lub sprawę kryminalną;
- rozwiązać zagadki detektywistyczne przygotowane przez DK Detektyw;
- uzyskać bezpłatną poradę od detektywa Konrada Wojtczaka;
- zobaczyć, jak działa wysokiej jakości sprzęt detektywistyczny, używany przy różnych dochodzeniach;
- obejrzeć infografiki o problemach psychospołecznych oraz plakaty osób zaginionych;
- porozmawiać z Piotrem Muschalikiem, ojcem zaginionego Brunona.

#### Seria bajek „Antek i Kot Rozsądny”
1 czerwca 2021 roku, z okazji dnia dziecka Fundacja wydała książkę zatytułowaną „Antek i Kot Rozsądny: Bezpieczne Wakacje”. Autorką tekstu bajki jest Nina Jaszewska. Autorką ilustracji jest Dorota Paruch.

Bajka o Antku i Kocie Rozsądnym to pierwsza publikacja Fundacji Zaginieni skierowana do dzieci. Jest elementem akcji Bezpieczne Wakacje, organizowanej przez fundację od 1 do 4 czerwca 2021 oraz prezentem z okazji Dnia Dziecka.
Opowiadanie o wakacyjnych przygodach głównego bohatera zawiera praktyczne wskazówki odnośnie środków bezpieczeństwa, które mogą stosować najmłodsi. Wątki edukacyjne zostały wplecione w ciekawą fabułę pełną ciepła i niebanalnego humoru.

{{Cytat}} Gołe linki: "źródło".
6 lipca 2021 roku, w serwisie YouTube wydano również bajkę w formie audiobooka. Głosów w słuchowisku użyczyli: Iga Ore-Ofe, Kay Ore-Ofe, Marcin Kwiatkowski, Nina Jaszewska oraz Mariola Kłodawska.
1 września 2021 roku, z okazji rozpoczęcia roku szkolnego, wydano drugą część bajki pod tytułem „Antek i Kot Rozsądny: Bezpieczna podróż do szkoły”. Autorką tekstu jest Nina Jaszewska, ilustratorką Paulina Dybała, a edytorem tekstu Jakub Giemza.

Bajka o Antku i Kocie Rozsądnym to druga publikacja Fundacji Zaginieni skierowana do dzieci. Jest elementem akcji Bezpieczny Powrót Do Szkoły, organizowanej przez fundację we wrześniu 2021. Opowiadanie o przygodach głównego bohatera zawiera praktyczne wskazówki odnośnie środków bezpieczeństwa, które mogą stosować najmłodsi. Wątki edukacyjne zostały wplecione w ciekawą fabułę pełną ciepła i niebanalnego humoru. E-book napisany przez Ninę Jaszewską, a zilustrowany przez Paulinę Dybałę, przedstawi Twojemu dziecku postać Kota Rozsądnego, który w Fundacji Zaginieni będzie odpowiadał za bezpieczeństwo najmłodszych. To angażująca bajka dla wszystkich dzieci – zarówno młodszych, jak i starszych.

{{Cytat}} Gołe linki: "źródło".